# Loren Schoenberg
Loren Schoenberg (* 22. Juli 1958 in Fair Lawn (New Jersey)) ist ein US-amerikanischer Jazzmusiker (Tenorsaxophonist, Bandleader, Arrangeur) und Jazzhistoriker. Er leitet das Jazz Museum in Harlem; seine eigene Band pflegt hauptsächlich Swingmusik.

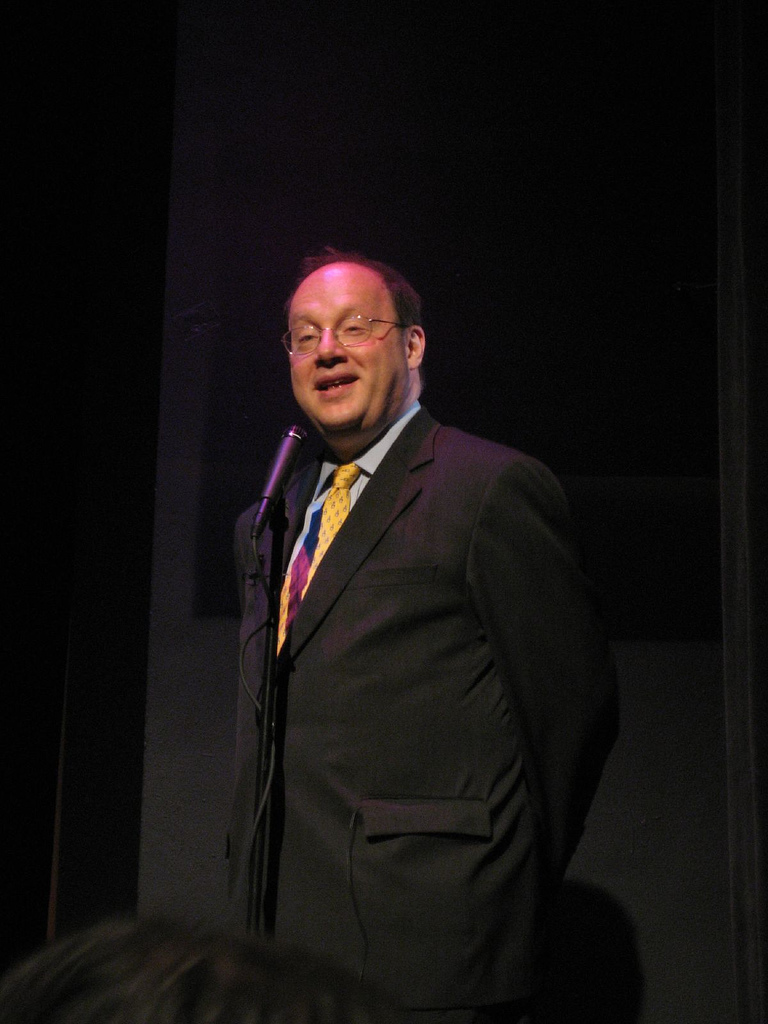
Loren Schoenberg (Foto: Lynn Redmile)

## Leben
Schoenberg erhielt durch seine Mutter ab dem dritten Lebensjahr Klavierunterricht, später dann durch einen privaten Klavierlehrer. Seit den frühen 1970er Jahren beschäftigte er sich mit der Musik von Benny Goodman und sammelte alte Schellackplatten mit frühem Jazz. In dieser Zeit nahm er auch Stunden bei Teddy Wilson, Paul Shaffer, Hank Jones und Sanford Gold. Im Alter von 15 Jahren brachte er sich als Autodidakt das Saxophonspiel bei. Seit 1976 studierte er in der  Manhattan School of Music; in dieser Zeit spielte er bei Eddie Durham. 1979 produzierte er ein Konzert in der Carnegie Hall, das die Musik von Charlie Parker und Lester Young würdigte und bei dem Musiker wie Howard McGhee, Joe Albany, Buddy Anderson, Dicky Wells, Eddie Bert, Herb Ellis und Mel Lewis auftraten.
Zu Beginn der 1980er Jahre beauftragte ihn Goodman mit der Archivierung seiner Arrangements; später wurde er dessen Assistent und dann sein Manager. In dieser Zeit gründete er auch seine großformatige Rehearsal Band, mit der er den Jazz der dreißiger bis fünfziger Jahre spielte und im Blue Note, Michael’s Pub sowie der Carnegie Hall auftrat; 1985 wurde die Band von Goodman gemietet. Ab 1982 hatte Schoenberg eine wöchentliche Radiosendung (zunächst bei WKCR), wo er historische Aufnahmen spielte und Musiker interviewte. Zwischen 1986 und 1992 war er Mitglied des American Jazz Orchestra, zunächst als Saxophonist, später dann als musikalischer Leiter. In dieser Zeit holte ihn auch das Lincoln Center Jazz Orchestra und die WDR Big Band Köln als Gastdirigent für Produktionen mit Werken von George Gershwin und Duke Ellington; gemeinsam mit Mel Lewis leitete er in Japan ein Orchester, das die Third-Stream-Kompositionen von Gunther Schuller aufführte. Zwischen 1995 und 2005 war er musikalischer Leiter und Saxophonist der Band von Bobby Short. Auch war er an Aufnahmen von Benny Carter, John Lewis, Jimmy Heath und David Murray beteiligt. Weiterhin spielte er mit Peanuts Hucko und mit Buck Clayton.
Als Jazzautor schrieb Schoenberg für The New York Times und verfasste Beiträge für den Lester Young Reader, The Oxford Companion to Jazz und Masters of the Jazz Saxophone. Weiterhin fungierte er als Berater für die Fernsehserie Jazz von Ken Burns. Seit 2002 leitet er das Jazz Museum in Harlem. Er ist Hochschullehrer an der Juilliard School und hatte zuvor Lehraufträge an The New School, der Manhattan School of Music, der William Paterson University, der State University of New York (Purchase) und der Long Island University.
Schoenberg gab eine umfangreiche Box mit historischen Aufnahmen von Benny Goodman heraus ferner war er Koproduzent der Savory Collection 1935–1940, die 2018 erschien. Seine mit Dan Morgenstern verfassten Liner Notes für historische Aufnahmen von Louis Armstrong und Woody Herman wurden mit einem Grammy ausgezeichnet.

## Diskografie
- That's the Way It Goes (1984)
- Time Waits for No One (1987)
- Solid Ground (1988)
- Just A-Settin' and A-Rockin (1989)
- Manhattan Work Song (1992)
- Out of this World (1999)

## Schriften
- NPR Curious Listener's Guide to Jazz. Perigee Books 2002